# Trolejbusy w Gandży
Trolejbusy w Gandży − zlikwidowany system komunikacji trolejbusowej w Gandży w Azerbejdżanie.
Trolejbusy w Gandży uruchomiono 1 maja 1955. W szczycie swej działalności w Gandży było 8 linii o łącznej długości 112,9 km. Trolejbusy zlikwidowano w 2004.

## Tabor
W Gandży eksploatowano następujące typy trolejbusów:
- MTB-82
- ZiU-5
- ZiU-9
- Škoda 9Tr
- Škoda 14Tr